# Гута (Ветковский район)
Гу́та (бел. Гута) — упразднённая деревня в Светиловичском сельсовете Ветковского района Гомельской области Белоруссии.

## География

### Расположение
В 19 км на север от Ветки, 40 км от Гомеля.

## Транспортная сеть
Транспортные связи по просёлочной, затем автомобильной дороге Светиловичи — Гомель. Планировка состоит из прямолинейной улицы, ориентированной с юго-востока на северо-запад, к которой с юга и севера присоединяются 2 короткие улицы. Застройка двусторонняя, деревянная, усадебного типа.

## История
По письменным источникам известна с XIX века как фольварк в Речковской волости Гомельского уезда Могилёвской губернии. Согласно ревизским материалам 1859 года владение помещика И. Грушецкого. С 1860 года действовала сукновальня с мельницей, с 1875 года — винокурня. Согласно переписи 1897 года околица Хизова Гута, располагались 4 ветряные мельницы, 2 маслобойни, кузница, 3 кирпичных завода.
В 1926 году околица, центр Хизовогутского сельсовета Светиловичского района Гомельского округа, работал почтовый пункт. В 1929 году организован колхоз. Во время Великой Отечественной войны 43 жителя погибли на фронте. В 1959 году входила в состав совхоза «Заречный» (центр — деревня Гарусты).
В результате катастрофы на Чернобыльской АЭС и радиационного загрязнения жители (46 семей) переселены в 1992 году в чистые места.
Официально упразднена в 2011 году.

## Население

### Численность
- 2010 год — жителей нет.

### Динамика
- 1897 год — 77 дворов, 407 жителей (согласно переписи).
- 1926 год — 98 дворов, 446 жителей.
- 1940 год — 98 дворов.
- 1959 год — 359 жителей (согласно переписи).
- 1992 год — жители (46 семей) переселены.

## Известные уроженцы
- Макаренко, Иван Романович (1907—1971) — полный кавалер ордена Славы.